# Meranoplus linae
Meranoplus linae är en myrart som beskrevs av Santschi 1928. Meranoplus linae ingår i släktet Meranoplus och familjen myror. Inga underarter finns listade i Catalogue of Life.